# Haptista
Haptista es un filo de protistas que agrupa a las algas de Haptophyta y Rappemonada junto a los heliozoos de Centrohelida. Las haptofitas son algas que presentan cloroplastos con clorofilas a y c, que por el tipo de clorofila y por estar rodeados por cuatro membranas se supone que proceden de la endosimbiosis secundaria de un alga roja. Rappemonada es un grupo pobremente conocido que presenta genes cloroplásticos relacionados con los de las haptofitas. Además, se incluye a los centrohélidos, heterótrofos de tipo heliozoo, puesto que se supone que están estrechamente relacionados con las primeras.
Estos grupos se caracterizan por presentar apéndices filiformes soportados por microtúbulos, el haptonema en los primeros y los axopodos en los segundos, que utilizan para la alimentación. A menudo presentan el cuerpo celular cubierto con complejas escamas mineralizadas, silíceas en Centrohelida, generalmente calcáreas, pero a veces silíceas en Haptophyta.
A continuación se muestra el árbol filogenético de los distintos grupos:
|  | Rappemonada                                                         |
|  |                                                                     |
|  | \| \| Pavlovophyceae \| \| \| \| \| \| Prymnesiophyceae \| \| \| \| |
|  |                                                                     |
|  | Pavlovophyceae                                                      |
|  |                                                                     |
|  | Prymnesiophyceae                                                    |
|  |                                                                     |

|  | Pavlovophyceae   |
|  |                  |
|  | Prymnesiophyceae |
|  |                  |

|  | Rappemonada                                                         |
|  |                                                                     |
|  | \| \| Pavlovophyceae \| \| \| \| \| \| Prymnesiophyceae \| \| \| \| |
|  |                                                                     |
|  | Pavlovophyceae                                                      |
|  |                                                                     |
|  | Prymnesiophyceae                                                    |
|  |                                                                     |

|  | Pavlovophyceae   |
|  |                  |
|  | Prymnesiophyceae |
|  |                  |